# HD 81688
HD 81688 (auch 41 Lyncis oder Intercrus) ist ein etwa 280 Lichtjahre von der Sonne entfernter Unterriese im Sternbild Großer Bär. Er besitzt eine scheinbare Helligkeit von 5,4 mag, womit er bei dunklem, mondlosem Himmel ohne Lichtverschmutzung noch mit dem bloßen Auge sichtbar ist.
Im Jahr 2008 publizierten Sato et al. die Entdeckung eines extrasolaren Planeten um diesen Stern mittels der Radialgeschwindigkeitsmethode. Dieser trägt die systematische Bezeichnung HD 81688 b (bzw. 41 Lyncis b) und den Eigennamen Arkas. Die Umlaufdauer des Begleiters beträgt 184 Tage und seine Mindestmasse beträgt etwa 2 Jupitermassen.
Der Stern erhielt am 15. Dezember 2015 nach einem öffentlich ausgeschriebenen Wettbewerb der IAU zur Benennung von Exoplaneten und deren Zentralsternen den Eigennamen Intercrus. Die von einer japanischen Astronomenvereinigung vorgeschlagene Bezeichnung bedeutet auf Lateinisch „zwischen den Beinen“ und weist auf die Position des Sterns im Sternbild Großer Bär hin.